# Rudolf Wiethölter
Rudolf Wiethölter (* 17. Juli 1929 in Solingen; † 7. Oktober 2024 in Königstein im Taunus) war ein deutscher Rechtswissenschaftler und Hochschullehrer an der Johann Wolfgang Goethe-Universität Frankfurt am Main.

## Leben
Nach seinem Abitur am Gymnasium Schwertstraße Solingen nahm Wiethölter 1949 an der Universität zu Köln ein Studium der Rechtswissenschaft auf, das er 1952 mit der ersten juristischen Staatsprüfung abschloss. Anschließend studierte er für ein Jahr am Europakolleg in Brügge. 1955 wurde er bei Gerhard Kegel in Köln mit einer Arbeit zu einseitigen Kollisionsnormen als Grundlage des internationalen Privatrechts zum Dr. iur. promoviert. Nach der zweiten juristischen Staatsprüfung 1956 war Wiethölter als Rechtsanwalt tätig. 1958/59 war er Senior Research Associate an der Universität Berkeley, wo er für sein Habilitationsprojekt Interessen und Organe der Aktiengesellschaft im amerikanischen und deutschen Recht forschte. 1960 habilitierte sich Wiethölter mit der gleichnamigen Arbeit bei Gerhard Kegel an der Universität zu Köln und war anschließend dort als Privatdozent tätig. Aus seinem Habilitationsvortrag destillierte er die Schrift Der Rechtfertigungsgrund des verkehrsrichtigen Verhaltens – eine Studie zum zivilrechtlichen Unrecht.
1963 nahm er einen Ruf an die Johann Wolfgang Goethe-Universität Frankfurt am Main an. Dort hatte er bis zu seiner Emeritierung 1997 den Lehrstuhl für Bürgerliches Recht, Handelsrecht, Wirtschaftsrecht und internationales Privatrecht inne. 1970/71 war Wiethölter Prorektor der Universität Frankfurt am Main.
Im Winter 1967/68 wurde Wiethölter mit dem vom Hessischen Rundfunk produzierten „Funk-Kolleg Rechtswissenschaft“ bekannt. Er verfolgte eine „Entzauberung der Rechtswelt“ und sein Anliegen der „inneren, materialen Demokratisierung einer sozial- und rechtsstaatlich verfassten Gesellschaft, die sich im Übergang von der liberal-individualistischen zur sozial-pluralistischen Gesellschaft befindet“. Wiethölters zur rechtswissenschaftlichen Reformliteratur zählendes Buch Rechtswissenschaft, gemeinsam mit Rudolf Bernhardt und Erhard Denninger geschrieben, war „ein gefeierter Klassiker der 68er Generation“. 1971 war Wiethölter maßgeblich an der Gründung der Universität Bremen beteiligt und begleitete den Aufbau der dortigen reformorientierten Juristenausbildung. Im Frankfurter „Mittwochsseminar“, das er in den Sechzigerjahren als privatrechtstheoretisches Debattenforum begründete, übte Wiethölter über mehr als hundert Semester mit immer neuen Juristengenerationen Kunst und Handwerk kritischen juristischen Denkens ein.
1989 wurde ihm die Ehrendoktorwürde der Universität Bremen verliehen.
Rudolf Wiethölter starb am 7. Oktober 2024 im Alter von 95 Jahren in Königstein im Taunus.

## Schriften (Auswahl)
- Einseitige Kollisionsnormen als Grundlage des internationalen Privatrechts. De Gruyter, Berlin 1956.
- Der Rechtfertigungsgrund des verkehrsrichtigen Verhaltens. C. F. Müller, Karlsruhe 1960.
- Interessen und Organe der Aktiengesellschaft im amerikanischen und deutschen Recht 1961. C. F. Müller, Karlsruhe 1961.
- Rechtswissenschaft. Funk-Kolleg Recht. Fischer, Frankfurt a. M./Hamburg 1968.
- Recht-Fertigungen eines Gesellschafts-Rechts, in: Christian Joerges und Gunther Teubner (Hrsg.): Rechtsverfassungsrecht. Recht-Fertigung zwischen Privatrechtsdogmatik und Gesellschaftstheorie, Nomos, Baden-Baden 2003, S. 13–21. Englische Fassung: Just-ifications of a Law of Society, in: Oren Perez und Gunther Teubner (Hrsg.): Paradoxes and Inconsistencies in the Law, Oxford 2005, S. 65–77.
- Zur Argumentation im Recht. Entscheidungsfolgen als Rechtsgründe? in: Gunther Teubner (Hrsg.): Entscheidungsfolgen als Rechtsgründe. Folgenorientiertes Argumentieren in rechtsvergleichender Sicht, Nomos, Baden-Baden 1995, S. 89–120.
- Zur Regelbildung in der Dogmatik des Zivilrechts, in: Maximilian Herberger, Ulfrid Neumann und Helmut Rüßmann (Hrsg.): Generalisierung und Individualisierung im Rechtsdenken. In: Archiv für Rechts- und Sozialphilosophie, Beiheft 45, Stuttgart 1992, S. 222–240.
- Soldaten sind Soldaten sind Soldaten – Das Soldatenurteil und kein Anfang? in: Kritische Justiz 1991, S. 61 ff.
- Proceduralization of the Category of Law, in: Christian Joerges und David M. Trubek (Hrsg.): Critical Legal Thought. An American-German Debate, Nomos, Baden-Baden 1989, S. 501–510.
- Ist unserem Recht der Prozeß zu machen? In: Axel Honneth, Thomas McCarthy, Claus Offe und Albrecht Wellmer (Hrsg.): Zwischenbetrachtungen. Im Prozeß der Aufklärung. Jürgen Habermas um 60. Geburtstag, Frankfurt am Main 1989, S. 794–812.
- Zum Fortbildungsrecht der (richterlichen) Rechtsfortbildung. Fragen eines lesenden Recht-Fertigungslehrers, in: Kritische Vierteljahresschrift für Gesetzgebung und Rechtswissenschaft 1988, S. 1–28.
- Sozialwissenschaftliche Modelle im Wirtschaftsrecht, Kritische Justiz 18 (1985), S. 126–139. Englische Fassung: Social Science Models in Economic Law, in: Terence Daintith / Gunther Teubner (Hrsg.): Contract and Organisation. Legal Analysis in the Light of Economic and Social Theory, Berlin / New York 1986, S. 52–67.
- Vom besonderen Allgemeinprivatrecht zum allgemeinen Sonderprivatrecht? In: Anales de la Cátedra Francisco Suarez 22 (Granada 1982/83), S. 125–166.
- Thesen zum Wirtschaftsverfassungsrecht, in: Peter Römer (Hrsg.): Der Kampf um das Grundgesetz. Über die politische Bedeutung der Verfassungsinterpretation, Köln 1977, S. 158 ff.
- Privatrecht als Gesellschaftstheorie? Bemerkungen zur Logik der ordnungspolitischen Rechtslehre, in: Fritz Baur / Josef Esser / Friedrich Kübler und Ernst Steindorff (Hrsg.): Funktionswandel der Privatrechtsinstitutionen. Festschrift für Ludwig Raiser zum 70. Geburtstag, Tübingen 1974, S. 645–695.
- Gli interessi dello stato di diritto borghese, in: Pietro Barcellona (Hrsg.): L’uso alternativo del diritto. Band 1: Scienza giuridica e analisi marxista, Roma-Bari 1973, S. 35–45.
- Diritto dell’economia: analisi di una ‘formula magica’, in: Pietro Barcellona (Hrsg.): L’uso alternativo del diritto. Band 1: Scienza giuridica e analisi marxista, Roma-Bari 1973, S. 207–225.
- La demistificazione del diritto dell’economia come premessa per un’analisi critica e per una prassi emancipatoria, in: Pietro Barcellona (Hrsg.): L’uso alternativo del diritto. Band 2: Ortodossia giuridica e practica politica, Roma-Bari 1973, S. 95–100.
- Zur politischen Funktion des Rechts am eingerichteten und ausgeübten Gewerbebetrieb, Kritische Justiz 3 (1970), S. 121–139.
- Die GmbH in einem modernen Gesellschaftsrecht und der Referentenentwurf eines GmbH-Gesetzes, in: Probleme der GmbH-Reform, Köln 1970, S. 11 ff.
- Die Position des Wirtschaftsrechts im sozialen Rechtsstaat, in: Helmut Coing / Heinrich Kronstein / Ernst-Joachim Mestmäcker (Hrsg.): Wirtschaftsordnung und Rechtsordnung. Festschrift zum 70. Geburtstag von Franz Böhm am 16. Februar 1965, Karlsruhe 1965, S. 41–62.